# Blå Stället
Blå Stället är ett kulturhus vid Angereds torg i stadsdelen Angered i nordöstra Göteborg. Där anordnas musikprogram, samhällsinformation, hantverk, barnprogram, konst och utställningar. I huset finns även Angereds bibliotek, Angereds Bio, Angereds Teater, restaurang och medborgarkontor. 

## Historia
Anläggningen invigdes den 22 april 1979 och är därmed det äldsta kulturhuset i Göteborgs förorter.
Under 1980-talet öppnade Göteborgs stadsteater en filial i huset: Angereds teater. Även museerna inne i stan öppnade en utställningsfilial på Blå Stället.  Efter en tvåårig ombyggnad och upprustning återinvigdes kulturhuset den 30 augusti 2014.
I omedelbar anslutning ligger sedan 1985 Angeredsgymnasiet.